# العلاقات الكندية المدغشقرية
العلاقات الكندية المدغشقرية هي العلاقات الثنائية التي تجمع بين كندا ومدغشقر.

## مقارنة بين البلدين
هذه مقارنة عامة ومرجعية للدولتين:
| وجه المقارنة                                              | كندا                     | مدغشقر                      |
| --------------------------------------------------------- | ------------------------ | --------------------------- |
| المساحة (كم2)                                             | 9.98 مليون               | 587.04 ألف                  |
| عدد السكان (نسمة)                                         | 35.70 مليون              | 25.57 مليون                 |
| الكثافة السكانية (ن./كم²)                                 | 3.58                     | 43.56                       |
| العاصمة                                                   | أوتاوا                   | أنتاناناريفو                |
| اللغة الرسمية                                             | لغة إنجليزية، لغة فرنسية | اللغة الملغاشية، لغة فرنسية |
| العملة                                                    | دولار كندي               | أرياري مدغشقري              |
| الناتج المحلي الإجمالي (بليون دولار)                      | 1.65 تريليون             | 11.50 مليار                 |
| الناتج المحلي الإجمالي (تعادل القوة الشرائية) بليون دولار | 1.59 تريليون             | 35.51 مليار                 |
| الناتج المحلي الإجمالي الاسمي للفرد دولار أمريكي          | 43.25 ألف                | 401                         |
| الناتج المحلي الإجمالي للفرد دولار أمريكي                 | 45.07 ألف                | 1.44 ألف                    |
| مؤشر التنمية البشرية                                      | 0.913                    | 0.510                       |
| رمز المكالمات الدولي                                      | +1                       | +261                        |
| رمز الإنترنت                                              | .ca                      | .mg                         |
| المنطقة الزمنية                                           |                          | ت ع م+03:00                 |

## منظمات دولية مشتركة
يشترك البلدان في عضوية مجموعة من المنظمات الدولية، منها:
| علم المنظمة | اسم المنظمة                               | تاريخ انضمام كندا | تاريخ انضمام مدغشقر |
| ----------- | ----------------------------------------- | ----------------- | ------------------- |
|             | منظمة التجارة العالمية                    | ?                 | ?                   |
|             | الاتحاد الدولي للاتصالات                  | 1 يوليو 1908      | 11 مايو 1961        |
|             | المركز الدولي لتسوية المنازعات الاستشارية | 1 ديسمبر 2013     | 14 أكتوبر 1966      |
|             | مؤسسة التنمية الدولية                     | 24 سبتمبر 1960    | 25 سبتمبر 1963      |
|             | منظمة حظر الأسلحة الكيميائية              | ?                 | ?                   |
|             | يونسكو                                    | 4 نوفمبر 1946     | 10 نوفمبر 1960      |
|             | الأمم المتحدة                             | 9 نوفمبر 1945     | 20 سبتمبر 1960      |
|             | وكالة ضمان الاستثمار متعدد الأطراف        | 12 أبريل 1988     | 8 يونيو 1988        |
|             | البنك الدولي للإنشاء والتعمير             | 27 ديسمبر 1945    | 25 سبتمبر 1963      |
|             | البنك الإفريقي للتنمية                    | ?                 | ?                   |
|             | الاتحاد البريدي العالمي                   | ?                 | ?                   |
|             | مؤسسة التمويل الدولية                     | 20 يوليو 1956     | 27 سبتمبر 1963      |
|             | منظمة الشرطة الجنائية الدولية             | ?                 | ?                   |
|             | الفريق المعني برصد الأرض                  | ?                 | ?                   |

## وصلات خارجية
- موقع وزارة الخارجية الكندية